# Sebastián Battaglia
Sebastián Alejandro Battaglia (født 8. november 1980 i Santa Fe, Argentina) er en argentinsk tidligere fodboldspiller (defensiv midtbane).
Battaglia spillede størstedelen af sin karriere hos Boca Juniors i hjemlandet. Han tilbragte i alt 13 år hos Buenos Aires-klubben, som han vandt hele syv argentinske mesterskaber og fire udgaver af Copa Libertadores med. Han var desuden i en enkelt sæson tilknyttet spanske Villarreal.
Battaglia spillede desuden 10 kampe for det argentinske landshold.

## Titler
Primera División Argentina
- 1999 Clausura, 2000 Apertura, 2003 Apertura, 2005 Apertura, 2006 Clausura, 2008 Apertura og 2011 Apertura med Boca Juniors

Copa Libertadores
- 2000, 2001, 2003 og 2007 med Boca Juniors

Intercontinental Cup
- 2000 og 2003 med Boca Juniors

Copa Sudamericana
- 2004 med Boca Juniors

Recopa Sudamericana
- 2005, 2006 og 2008 med Boca Juniors

Copa Argentina
- 2012 med Boca Juniors

UEFA Intertoto Cup
- 2004 med Villarreal